# 南美海鮋
南美海鮋，為輻鰭魚綱鮋形目鮋亞目鮋科的其中一種，為熱帶海水魚，分布於中西大西洋蘇利南至委內瑞拉海域，棲息深度可達400公尺，體長可達16.8公分，棲息在底層水域，生活習性不明。

## 扩展阅读
維基物種上的相關：南美海鮋